# 커리 그레이엄
커리 그레이엄(Currie Graham, 1967년 2월 26일 ~ )은 캐나다의 배우이다.

## 출연 작품

### 영화
- 폼페이 최후의 날 (2014) - 벨라토르 역
- 캐빈 피버: 페이션트 제로 (2014) - 의사 에드워즈 역
- Kiss Me (2014)

### 텔레비전
- 머더 인 더 퍼스트 (2014-16)
- 웨스트월드: 인공지능의 역습 (2016-18)
- 프로젝트 블루북 (2019)